# Поліклет (наварх)
Поліклет (наварх) — полководець єгипетського володаря Птолемея, діяльність якого припала на період війн діадохів за розподіл держави Александра Македонського.
До наших часів дійшли звістки про діяльність Поліклета лише у 315 р. до н. е., на початку третьої війни діадохів, в якій Антигон Одноокий стикнувся з коаліцією Птолемея, Кассандра та ряда інших полководців. Для протидії ворогу з Єгипту послідовно відправили дві ескадри по сто кораблів у кожній — перша під начальством Селевка спершу пішла до Егейського моря, проте після звісток про розгорнуте Антигоном у нещодавно захопленій Фінікії масштабне будівництво флоту повернулась до Кіпра, де зустрілась із другою ескадрою Поліклета, котра доставила сюди 10 тисяч піхотинців на чолі з Мірмідоном.
Хоча Антигону вдалось схилити частину дрібних царств Кіпра на свій бік, проте поки присутність всіх названих вище силу на острові була надмірною. Як наслідок, Поліклета відправили у Грецію з 53 кораблями, де він мав протидіяти на Пелопоннесі колишньому регенту Македонії Полісперхону. Останній залишив тут свого сина Александра, котрий вступив в союз з Антигоном та отримав від нього суттєві кошти. Втім, допоки Поліклет прибув до Кенхреїв (східна гавань Коринфа на узбережжі Саронічної затоки), Александр вже встиг перемінити сторону та тепер виступав як призначений Кассандром губернатор Пелопоннеса.
Не маючи більше підстав затримуватись біля узбережжя Греції, Поліклет відбув назад до східного Середземномор'я. Досягнувши кілікійської Афродісіади, він дізнався, що так само у східному напрямку уздовж малоазійського берега прямують сухопутний і морський загони Антигона під командуванням Перилая та Теодота. Завдяки розробленому Поліклетом плану битви, котрий включав подвійну засідку, обидва ворожі загони були повністю розгромлені. За цим командир єгипетської ескадри відплив до Пелусія, де отримав від Птолемея належні почесті.
Більше про діяльність Поліклета нічого невідомо. Припускають, що саме від нього був зроблене приношення золотої корони у храм Аполлона на острові Делос — про неї згадується в одному з делоських написів, де поряд також зазначаються приношення від царя Птолемея та Філокла (ще одного наварха єгипетського володаря). Напис відноситься до 280 р. до н. е., проте коли саме зроблені пожертви невідомо.